# Едмонсон (Тексас)
Едмонсон (енгл. Edmonson) град је у америчкој савезној држави Тексас. По попису становништва из 2010. у њему је живело 111 становника.

## Демографија
Према попису становништва из 2010. у граду је живело 111 становника, што је 12 (9,8%) становника мање него 2000. године.
| Група             | 2000.      | 2010.      |
| Белци             | 62 (50,4%) | 36 (32,4%) |
| Афроамериканци    | 0 (0,0%)   | 0 (0,0%)   |
| Азијати           | 0 (0,0%)   | 0 (0,0%)   |
| Хиспаноамериканци | 61 (49,6%) | 72 (64,9%) |
| Укупно            | 123        | 111        |